# سزنم
سزنم (به انگلیسی seznam.cz) پربازدیدترین پرتال اینترنتی در جمهوری چک و کشورهای چک زبان پیرامون آن مانند اسلواکی و بخش‌هایی از آلمان است. صفحه اصلی سزنم روزانه دست کم ۲/۵ میلیون بازدیدکننده دارد. سرویس‌های تجاری و غیرتجاری سزنم نیز سال‌ها است که به‌دست کاربرانی که به دنبال سرگرمی، یافتن داده‌ها یا دوستان در فضای اینترنت هستند، قابل استفاده است. جستجوگر بومی سزنم با بیش از هزار نیرو و کارمند توانسته است به سهم ۵۰ درصدی از بازار جستجوگرها در کشور خود دست‌یابد. به‌طور تقریبی ۹۰ درصد از مردم این کشور اروپایی از جستجوگر سزنم یا سرویس‌های گوناگون آن بهره می‌برند.
جستجوی متنی، کاتالوگ، پست الکترونیک با بیش از ۷/۵ میلیون حساب کاربری، سرویس خبر و سرویس تبلیغات حرفه‌ای از جمله سرویس‌هایی است که سزنم در اختیار کاربران خود قرار می‌دهد.
سزنم نمونهٔ موفق یک جستجوگر اروپایی است که در کشور ۱۱ میلیون نفری جمهوری چک، دارای ۶ میلیون کاربر است.
سزنم تنها یک موتور جستجو نیست. صفحه آغازین seznam، پورتالی است که به بازدیدکنندگان خود توانایی جستجوی اخبار، بازی، چگونگی آب و هوا، سرویس ایمیل، دسترسی به جزئیات نقشه و جستجو در فضای وب را می‌دهد.

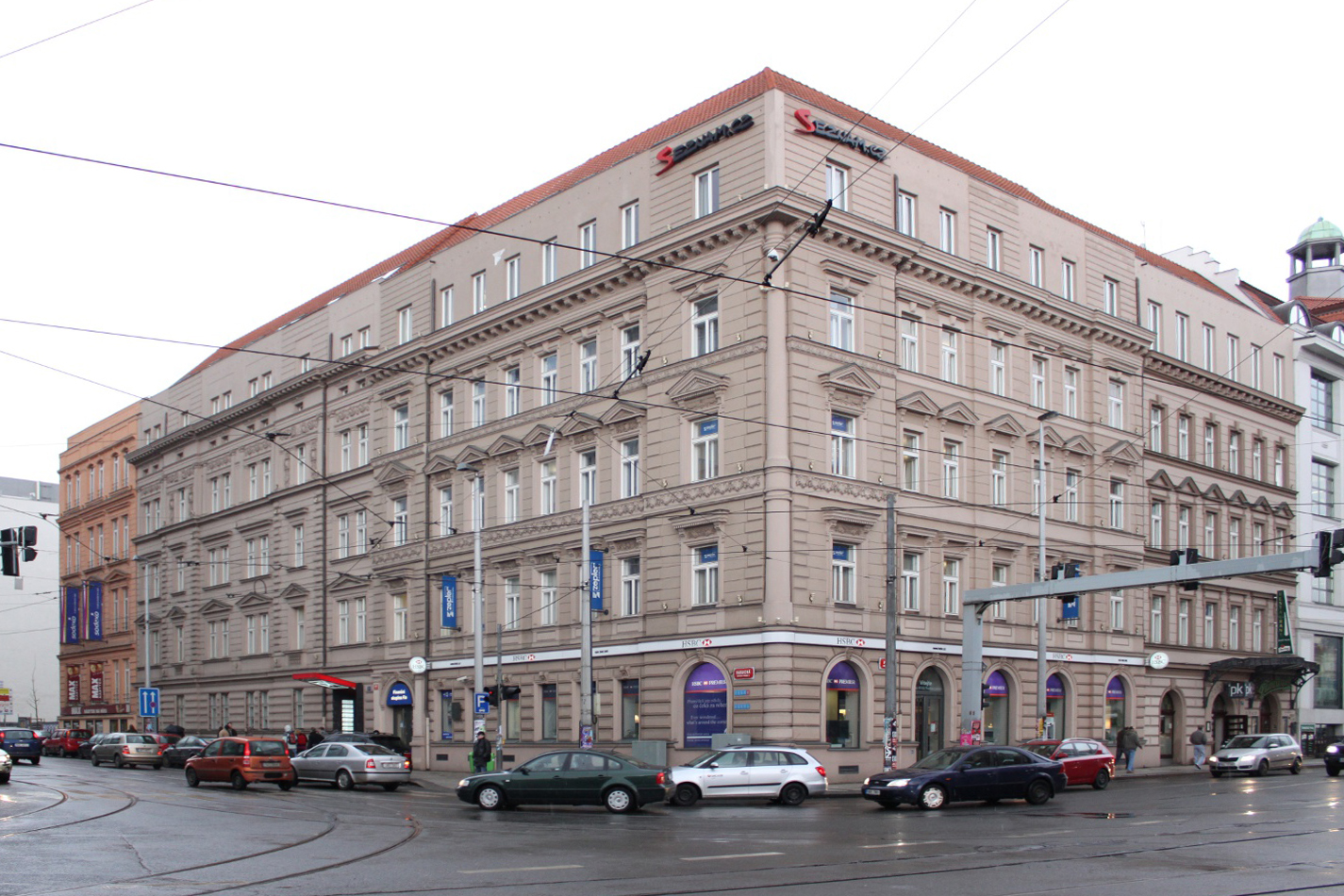
دفتر مرکزی در پراگ

## تاریخچه
Seznam در سال ۱۹۹۶ میلادی توسط فردی به نام Ivo Lukačovič راه‌اندازی شد. سزنم در زبان چکی به معنای لیست است اما در مفهوم گسترده‌تر به معنای فهرستی از اطلاعات است. Lukačovič در ابتدا این وبسایت را به عنوان یک مجموعه لینک و فهرستی از بهترین وبسایت‌های چک، ایجاد کرد و به سرعت، با اضافه کردن مجموعه‌ای از اخبار و اطلاعات، آن را به عنوان یک محصول جستجوی پیشرفته برای بازار چک زبانان، گسترش داد. این بنیان‌گذار، در سال اول ایجاد وبسایت خود روزانه پذیرای حدود ۱۰۰۰۰ بازدیدکننده بود و به تدریج با قرار دادن بنر تبلیغات در صفحه اول سایت، به کسب درآمد روی آورد.
در سال ۱۹۹۸، سزنم سرویس پست الکترونیک رایگان و پرتال خبری NovinKy.cz را راه‌اندازی کرد. در سال ۲۰۰۱ سرویس firmy.cz برای جستجو در میان تمام کسب و کارهای ثبت شده در جمهوری چک اضافه شد؛ سرویسی که سزنم محبوبیت ابتدایی خود را مدیون آن است. این سرویس شامل کسب‌وکارهای مختلف با کلیه اطلاعات آنهاست که کاربران می‌توانند هر نوع محصول یا کسب‌وکار را با توجه به نظرات ارائه شده در این موتور جستجوگر، جستجو کنند و حتی بر اساس امتیاز دهی، آن‌ها را اولویت‌بندی کنند. این سرویس به کاربر، امکان خرید، کسب تجربه خرید دیگران و حتی چگونگی مراجعه به محل آن بنگاه اقتصادی را فراهم می‌کند.
در همان سال سرویس دیگری به نام Sreality.cz با هدف تسهیل جستجوی خانه و آپارتمان و اجارهٔ آن توسط سزنم راه‌اندازی شد. این جستجوگر در سال بعد نیز، پرتالی مشابه را برای خرید وسایل نقلیه نو و دست دوم آغاز نمود.
در مدت کوتاهی پس از آن، معرفی چند سرویس دیگر از جمله سرویس تبلیغات بومی (SKlik.cz)، سرویس ویدئو و سرویس ثبت و اضافه کردن تصویر برای نقشه موجب شد تا در سال ۲۰۱۰ پیش از ۵ میلیون کاربر اینترنت چک‌زبان، حداقل در ماه یکبار به سزنم سر بزنند.
در سال ۲۰۱۳، سزنم بر روی ارائهٔ اپلیکیشن‌های موبایل برای بیشتر سرویس‌هایش تمرکز کرد. یکی از محبوب‌ترین اپلیکیشن‌های این جستجوگر، اپلیکیشن نقشهٔ Mapy.cz است که توانست در سال ۲۰۱۴ سه جایزه را توسط سازمان Internet Info جمهوری چک، از آن خود کند.

## سزنم در رقابت با گوگل
سزنم یکی از نمونه‌های شاخص از موتورهای جستجویی است که موفق به رقابت واقعی با گوگل، در بازار ملی شده‌است. برای کسب و کارهایی که می‌خواهند در فضای اینترنت در جمهوری چک تبلیغات آنلاین داشته باشند، مسلماً سزنم بهترین گزینه است.
سزنم چیزی حدود ۹۰ درصد از بازار تبلیغات آنلاین جمهوری چک را در اختیار دارد.
در واقع با سرویس‌های کسب و کار سزنم و همچنین پرتال‌هایی که سزنم راه‌اندازی‌کرده‌است، گوگل به عنوان تبلیغ‌کنندهٔ آنلاین، انتخاب دوم در این کشور محسوب می‌شود. سرویس SKlik سزنم تقریباً معادل سرویس Adwords گوگل است؛ با این تفاوت که نسبت به گوگل با اطلاع دقیق از نیازهای مردم، تبلیغات مرتبط با خواسته‌های کاربران را بیشتر در معرض دید قرار می‌دهد. اما بیشتر از همهٔ این‌ها، سزنم به عنوان یک مثال عالی از شرکتی است که با درک درست از نیازهای کاربران و با در نظر گرفتن آن به عنوان مهم‌ترین گزینه در ارائهٔ سرویس‌های خود به سمت پیشرفت حرکت کرده‌است.
سه دلیل عمده‌ای که موجب شده تا سزنم در میان چک‌زبانان، سهم قابل توجهی از بازار را در برابر گوگل، از آن خود کند، عبارتند از:
- سزنم، اولین و بزرگترین شرکت اینترنتی و جستجوگر بومی در جمهوری چک بود و درزمانی‌که سایر رقبا مدام در حال پیدایش و ظهور در فضای وب بودند، سزنم قادر بود تا از وضعیت اول بودن خود استفاده کند و جایگاه خود را در میان کاربران چک زبان تحکیم بخشد. علاوه بر آن، با وجود فراگیر شدن استفاده از اینترنت در جمهوری چک، سزنم توانست از عدم آگاهی و تسلط حداقلی کاربران چکی به زبان انگلیسی، بهره ببرد و با بهینه‌سازی خود برای زبان بومی، جایگاه دست‌نیافتنی برای خود بسازد. اما آنچه که موجب شده‌است تا seznam بتواند جایگاه خود را در میان کاربران چک با وجود استفاده زیاد از زبان انگلیسی توسط کاربران، حفظ کند، ارائه خدمات بومی متنوع نظیر ابزارهای پیشرفته و هوشمند زبان، سرویس نقشه، جستجوگر خبر و ... است.
- مورد دوم تمرکز باورنکردنی این جستجوگر بر روی ارائهٔ خدمات به مخاطبان بومی از طریق توجه به بازارهای داخلی چک است. seznam به دنبال جهانی شدن یا پورتالی برای جذب مخاطب از اطراف جهان نیست. seznam به نحوهٔ جستجوی کاربران چک‌زبان در فضای وب، ترتیب کالاها و خدمات موردنیاز و مورداستفادهٔ مخاطبان چک زبان و بازار تبلیغاتی توجه کرده و این امر موجب رشد آن شده‌است. کاری که برای جستجوگری چون گوگل به صرفه نیست تا آن را در مقیاس جهانی و برای تمام کشورها انجام دهد.

یک مثال عالی از این موضوع، رقابت سرویس نقشهٔ سزنم با سرویس نقشه گوگل است. یکی از عمده دلیل‌هایی که موجب شده تا سرویس نقشهٔ سزنم نسبت به رقبای بزرگی چون گوگل بهتر باشد، توجه ویژه به ارائهٔ سرویس نقشه‌ای است که به کاربران چکی در زمینهٔ سرگرمی مورد علاقه‌شان یعنی پیاده‌روی کمک می‌کند. سزنم با ارائهٔ سرویس نقشه ویژه گردش و تفریح به‌صورت آفلاین (در جنگل‌ها و مناطق دور از دسترس که امکان ارائه خدمات اینترنت به صورت آنلاین وجود ندارد) وارایه مسیرهای صحیح و جذاب، در کشور خود محبوب شده‌است.
- سزنم، همواره به دنبال توسعه و نوآوری بوده‌است. شناسایی فرصت‌های موجود و ارائهٔ بهترین سرویس‌ها و توسعه آن‌ها موجب شد تا جستجوگر سزنم همواره درصدر باشد. برای مثال در سال ۲۰۱۳، سزنم یک راه‌کار ابتکاری و نوآورانه برای ارائهٔ نتایج جستجو معرفی کرد. این جستجوگر در صفحه نمایش نتایج خود با قراردادن اسکرین شات وب‌سایت‌ها، به کاربران، برای انتخاب سریع یک سایت و دسترسی و بازدید سریع از آن، بسیار کمک می‌کرد.

سرویس‌ها

## خدمات سزنم
| خدمات               | توضیحات                    |
| ------------------- | -------------------------- |
| Firmy.cz            | companies                  |
| Horoskopy.cz        | horoscopes                 |
| Hry.cz              | games                      |
| Lidé.cz             | people                     |
| Spolužáci.cz        | classmates                 |
| Mapy.cz             | maps                       |
| Novinky.cz          | soft news                  |
| Sport.cz            | sports                     |
| Super.cz            | tabloid                    |
| Stream.cz           | original video content     |
| Počasí.cz           | weather                    |
| Proženy.cz          | for women                  |
| Seznam.cz Email     | e-mail                     |
| Sdovolena.cz        | vacations, trips           |
| Porovnej24.cz       | services comparison        |
| Spráce.cz           | job server                 |
| Sbazar.cz           | second-hand goods          |
| Seznam TIP          |                            |
| Seznam Homepage     |                            |
| Sreality.cz         | real estate                |
| Zboží.cz            | goods price comparison     |
| sAuto.cz            | new & used cars            |
| sKlik               | advertising (adSense-like) |
| Seznam fulltext     |                            |
| Seznam Slovník      | dictionary                 |
| Seznam.cz prohlížeč | own browser                |
| TV Program          | television programme       |
| Seznam Zprávy       | (hard) news                |
| Seznam Televize     | own on-line TV stream      |